# Agence nationale d'accréditation et d'évaluation en santé
Structure de santé publique en France, l'Agence nationale d'accréditation et d'évaluation en santé (ANAES) n'existe plus à part entière, elle a été regroupée, avec d'autres commissions, au sein de la Haute Autorité de santé (HAS) le 13 août 2004.
Le rôle de l'ANAES était :
- d'évaluer l'utilité médicale de l'ensemble des actes, prestations et produits de santé pris en charge par l'assurance maladie ;
- de formuler des recommandations et rendre des avis indépendants, impartiaux et faisant autorité permettant d'éclairer les pouvoirs publics quant aux décisions de remboursement des produits et services médicaux et de contribuer à améliorer la qualité des pratiques professionnelles et des soins prodigués au patient.